# Лью Гоуд
Лью Гоуд (англ. Lew Hoad; 23 листопада 1934 — 3 липня 1994) — колишній австралійський тенісист.
Найвищу одиночну позицію світового рейтингу — 1 місце досяг 1953 року (за даними Філіппа Шатріє).
Здобув 52 одиночні титули.
Перемагав на турнірах Великого шолома в одиночному, парному та змішаному парному розрядах.
Завершив кар'єру 1973 року.

## Часовий графік результатів

### Одиночний розряд
1957 року Гоуд почав виступати на професійних турнірах, і відтоді він не мав права на участь у аматорських турнірах Великого шолома аж до початку Відкритої ери, першим турніром якої став Відкритий чемпіонат Франції з тенісу 1968.
| W | Ф | ПФ | ЧФ | #Р | КТ | К# | DNQ | A | NH |

|                                        | 1951                   | 1952                   | 1953                   | 1954                   | 1955                   | 1956                   | 1957                   | 1958                   | 1959                   | 1960                   | 1961                   | 1962                   | 1963                   | 1964                   | 1965                   | 1966                   | 1967                   | 1968                   | 1969                   | 1970                   | 1971                   | 1972                   | SR     | В-П    | Win % |
| Турніри Великого шлему                 | Турніри Великого шлему | Турніри Великого шлему | Турніри Великого шлему | Турніри Великого шлему | Турніри Великого шлему | Турніри Великого шлему | Турніри Великого шлему | Турніри Великого шлему | Турніри Великого шлему | Турніри Великого шлему | Турніри Великого шлему | Турніри Великого шлему | Турніри Великого шлему | Турніри Великого шлему | Турніри Великого шлему | Турніри Великого шлему | Турніри Великого шлему | Турніри Великого шлему | Турніри Великого шлему | Турніри Великого шлему | Турніри Великого шлему | Турніри Великого шлему | 4 / 26 | 84–22  | 79%   |
| -------------------------------------- | ---------------------- | ---------------------- | ---------------------- | ---------------------- | ---------------------- | ---------------------- | ---------------------- | ---------------------- | ---------------------- | ---------------------- | ---------------------- | ---------------------- | ---------------------- | ---------------------- | ---------------------- | ---------------------- | ---------------------- | ---------------------- | ---------------------- | ---------------------- | ---------------------- | ---------------------- | ------ | ------ | ----- |
| Відкритий чемпіонат Австралії з тенісу | 2р                     | 3р                     | 2р                     | A                      | Ф                      | П                      | ПФ                     | не мав права на участь | не мав права на участь | не мав права на участь | не мав права на участь | не мав права на участь | не мав права на участь | не мав права на участь | не мав права на участь | не мав права на участь | не мав права на участь | не мав права на участь | A                      | A                      | A                      | A                      | 1 / 6  | 15–5   | 75%   |
| Відкритий чемпіонат Франції з тенісу   | A                      | 2р                     | ЧФ                     | 4р                     | A                      | П                      | 3р                     | не мав права на участь | не мав права на участь | не мав права на участь | не мав права на участь | не мав права на участь | не мав права на участь | не мав права на участь | не мав права на участь | не мав права на участь | не мав права на участь | A                      | A                      | 4р                     | A                      | A                      | 1 / 6  | 16–5   | 76%   |
| Вімблдонський турнір                   | A                      | 4р                     | ЧФ                     | ЧФ                     | ЧФ                     | П                      | П                      | не мав права на участь | не мав права на участь | не мав права на участь | не мав права на участь | не мав права на участь | не мав права на участь | не мав права на участь | не мав права на участь | не мав права на участь | не мав права на участь | 3р                     | A                      | 2р                     | A                      | 1р                     | 2 / 9  | 32–7   | 82%   |
| Відкритий чемпіонат США з тенісу       | A                      | ЧФ                     | ПФ                     | ЧФ                     | ПФ                     | Ф                      | не мав права на участь | не мав права на участь | не мав права на участь | не мав права на участь | не мав права на участь | не мав права на участь | не мав права на участь | не мав права на участь | не мав права на участь | не мав права на участь | не мав права на участь | A                      | A                      | A                      | A                      | A                      | 0 / 5  | 21–5   | 81%   |
| Турніри Про-Слем                       | Турніри Про-Слем       | Турніри Про-Слем       | Турніри Про-Слем       | Турніри Про-Слем       | Турніри Про-Слем       | Турніри Про-Слем       | Турніри Про-Слем       | Турніри Про-Слем       | Турніри Про-Слем       | Турніри Про-Слем       | Турніри Про-Слем       | Турніри Про-Слем       | Турніри Про-Слем       | Турніри Про-Слем       | Турніри Про-Слем       | Турніри Про-Слем       | Турніри Про-Слем       | Турніри Про-Слем       | Турніри Про-Слем       | Турніри Про-Слем       | Турніри Про-Слем       | Турніри Про-Слем       | 0 / 22 | 30–22  | 58%   |
| U.S. Pro                               |                        |                        |                        |                        |                        |                        |                        | Ф                      | Ф                      |                        |                        |                        | ЧФ                     | ЧФ                     |                        | ЧФ                     |                        |                        |                        |                        |                        |                        | 0 / 5  | 6–5    | 55%   |
| French Pro                             | NH                     | NH                     | NH                     | NH                     | NH                     |                        | NH                     | Ф                      | ПФ                     | Ф                      | 1р                     | 1р                     | ПФ                     | ЧФ                     |                        |                        | ЧФ                     | 0 / 8                  | 12–8                   | 60%                    |                        |                        |        |        |       |
| Wembley Pro                            |                        |                        |                        | NH                     | NH                     |                        | ЧФ                     |                        | ЧФ                     | ЧФ                     | Ф                      | Ф                      | Ф                      | ЧФ                     |                        | ПФ                     | 1р                     | 0 / 9                  | 12–9                   | 57%                    |                        |                        |        |        |       |
| В-П                                    | 1–1                    | 8–4                    | 13–4                   | 10–3                   | 12–3                   | 24–1                   | 10–3                   | 5–2                    | 5–3                    | 3–2                    | 3–2                    | 3–2                    | 5–3                    | 2–3                    | 0–0                    | 3–2                    | 1–2                    | 2–1                    | 0–0                    | 4–2                    | 0–0                    | 0–1                    | 4 / 48 | 114–44 | 72%   |

### Парний розряд
| Турніри Великого шлему                 | Аматор  | Аматор  | Аматор  | Аматор  | Аматор  | Аматор  | Аматор  | Професіонал            | Відкрита ера           | Відкрита ера | Відкрита ера | Відкрита ера | Відкрита ера | Відкрита ера | Відкрита ера | Відкрита ера | Відкрита ера | Титули / Участі |
| Турніри Великого шлему                 | 1951    | 1952    | 1953    | 1954    | 1955    | 1956    | 1957    | 1957–1967              | 1968                   | 1969         | 1970         | 1971         | 1972         | 1973         | 1974         | 1975         | 1976         | Титули / Участі |
| -------------------------------------- | ------- | ------- | ------- | ------- | ------- | ------- | ------- | ---------------------- | ---------------------- | ------------ | ------------ | ------------ | ------------ | ------------ | ------------ | ------------ | ------------ | --------------- |
| Відкритий чемпіонат Австралії з тенісу |         | ЧФ      | П       |         | Ф       | П       | П       | не мав права на участь | не мав права на участь |              |              |              |              |              |              |              |              | 3 / 5           |
| Відкритий чемпіонат Франції з тенісу   |         | ПФ      | П       | Ф       |         | Ф       | ПФ      | не мав права на участь |                        |              | 3р           |              | 3р           |              |              |              |              | 1 / 7           |
| Вімблдонський турнір                   |         | ПФ      | П       | ПФ      | П       | П       | Ф       | не мав права на участь | 2р                     |              | 2р           |              | 3р           |              | 2р           |              | 1р           | 3 / 11          |
| Відкритий чемпіонат США з тенісу       |         | ПФ      | ЧФ      | Ф       |         | П       |         | не мав права на участь |                        |              |              |              |              |              |              |              |              | 1 / 4           |
| Всього:                                | Всього: | Всього: | Всього: | Всього: | Всього: | Всього: | Всього: | Всього:                | Всього:                | Всього:      | Всього:      | Всього:      | Всього:      | Всього:      | Всього:      | Всього:      | Всього:      | 8 / 28          |

## Фінали на турнірах Великого шлему і Про-слем

### Одиночний розряд

#### Фінали турнірів Великого шолома (4–2)
| Результат | Рік  | Турнір                     | Покриття | Суперник      | Рахунок            |
| --------- | ---- | -------------------------- | -------- | ------------- | ------------------ |
| Поразка   | 1955 | Чемпіонат Австралії        | Трава    | Кен Роузволл  | 7–9, 4–6, 4–6      |
| Перемога  | 1956 | Чемпіонат Австралії        | Трава    | Кен Роузволл  | 6–4, 3–6, 6–4, 7–5 |
| Перемога  | 1956 | Чемпіонат Франції          | Ґрунт    | Свен Давідсон | 6–4, 8–6, 6–3      |
| Перемога  | 1956 | Вімблдонський турнір       | Трава    | Кен Роузволл  | 6–2, 4–6, 7–5, 6–4 |
| Поразка   | 1956 | Національний чемпіонат США | Трава    | Кен Роузволл  | 6–4, 2–6, 3–6, 3–6 |
| Перемога  | 1957 | Вімблдонський турнір       | Трава    | Ешлі Купер    | 6–2, 6–1, 6–2      |

#### Фінали Про-слем (0–7)
| Результат | Рік  | Турнір      | Покриття | Суперник       | Рахунок                   |
| --------- | ---- | ----------- | -------- | -------------- | ------------------------- |
| Поразка   | 1958 | French Pro  | Ґрунт    | Кен Роузволл   | 6–3, 2–6, 4–6, 0–6        |
| Поразка   | 1958 | US Pro      | Закритий | Панчо Гонсалес | 6–3, 6–4, 12–14, 1–6, 4–6 |
| Поразка   | 1959 | US Pro      | Закритий | Панчо Гонсалес | 4–6, 2–6, 4–6             |
| Поразка   | 1960 | French Pro  | Ґрунт    | Кен Роузволл   | 2–6, 6–2, 2–6, 1–6        |
| Поразка   | 1961 | Wembley Pro | Закритий | Кен Роузволл   | 3–6, 6–3, 2–6, 3–6        |
| Поразка   | 1962 | Wembley Pro | Закритий | Кен Роузволл   | 4–6, 7–5, 13–15, 5–7      |
| Поразка   | 1963 | Wembley Pro | Закритий | Кен Роузволл   | 4–6, 2–6, 6–4, 3–6        |

### Парний розряд: 13 (8–5)
| Результат | Рік  | Турнір                     | Покриття | Партнер      | Суперники                          | Рахунок                 |
| --------- | ---- | -------------------------- | -------- | ------------ | ---------------------------------- | ----------------------- |
| Перемога  | 1953 | Чемпіонат Австралії        | Трава    | Кен Роузволл | Дон Кенді Мервін Роуз              | 9–11, 6–4, 10–8, 6–4    |
| Перемога  | 1953 | Чемпіонат Франції          | Ґрунт    | Кен Роузволл | Мервін Роуз Клайв Вайлдерспін      | 6–2, 6–1, 6–1           |
| Перемога  | 1953 | Вімблдонський турнір       | Трава    | Кен Роузволл | Рекс Гартвіг Мервін Роуз           | 6–4, 7–5, 4–6, 7–5      |
| Поразка   | 1954 | Чемпіонат Франції          | Ґрунт    | Кен Роузволл | Вік Сайксес Тоні Траберт           | 4–6, 2–6, 1–6           |
| Поразка   | 1954 | Національний чемпіонат США | Трава    | Кен Роузволл | Вік Сайксес Тоні Траберт           | 6–3, 4–6, 6–8, 3–6      |
| Поразка   | 1955 | Чемпіонат Австралії        | Трава    | Кен Роузволл | Вік Сайксес Тоні Траберт           | 3–6, 2–6, 6–2, 6–3, 1–6 |
| Перемога  | 1955 | Вімблдонський турнір       | Трава    | Рекс Гартвіг | Ніл Фрейзер Кен Роузволл           | 7–5, 6–4, 6–3           |
| Перемога  | 1956 | Чемпіонат Австралії        | Трава    | Кен Роузволл | Дон Кенді Мервін Роуз              | 10–8, 13–11, 6–4        |
| Поразка   | 1956 | Чемпіонат Франції          | Ґрунт    | Ешлі Купер   | Дон Кенді Боб Перрі                | 5–7, 3–6, 3–6           |
| Перемога  | 1956 | Вімблдонський турнір       | Трава    | Кен Роузволл | Орландо Сірола Нікола П'єтранджелі | 7–5, 6–2, 6–1           |
| Перемога  | 1956 | Національний чемпіонат США | Трава    | Кен Роузволл | Гем Річардсон Вік Сайксес          | 6–2, 6–2, 3–6, 6–4      |
| Перемога  | 1957 | Чемпіонат Австралії        | Трава    | Ніл Фрейзер  | Мал Андерсон Ешлі Купер            | 6–3, 8–6, 6–4           |
| Поразка   | 1957 | Вімблдонський турнір       | Трава    | Ніл Фрейзер  | Бадж Петті Гарднар Маллой          | 10–8, 4–6, 4–6, 4–6     |

### Мікст: 4 (1–3)
| Результат | Рік  | Турнір                     | Покриття | Партнер            | Суперники                          | Рахунок  |
| --------- | ---- | -------------------------- | -------- | ------------------ | ---------------------------------- | -------- |
| Поразка   | 1952 | Національний чемпіонат США | Трава    | Телма Койн-Лонґ    | Доріс Гарт Френк Седжмен           | 3–6, 5–7 |
| Перемога  | 1954 | Чемпіонат Франції          | Ґрунт    | Морін Конноллі     | Жаклін Паторні Рекс Гартвіг        | 6–4, 6–3 |
| Поразка   | 1955 | Чемпіонат Австралії        | Трава    | Дженні Стейлі Гоуд | Телма Койн-Лонґ Джордж Вортінгтон  | 2–6, 1–6 |
| Поразка   | 1956 | Національний чемпіонат США | Трава    | Дарлін Гард        | Маргарет Осборн Дюпон Кен Роузволл | 7–9, 1–6 |

## Інші важливі фінали
| Результат | Рік  | Турнір                              | Покриття | Суперник       | Рахунок            |
| --------- | ---- | ----------------------------------- | -------- | -------------- | ------------------ |
| Перемога  | 1959 | Forest Hills Turnament of Champions | Трава    | Панчо Гонсалес | 6–1, 5–7, 6–2, 6–1 |